# Saison 11 d'Une famille formidable
Chronologie
Saison 10 d'Une famille formidable Saison 12 d'Une famille formidable
Cet article présente les épisodes de la onzième saison de la série télévisée française Une famille formidable.

## Épisodes

### Épisode 1:Un cadavre encombrant
- France : 30 septembre 2014
- Belgique :
- Suisse :

### Épisode 2:Un manoir à Madère
- France : 6 octobre 2014
- Belgique :
- Suisse :

### Épisode 3:Quel cirque!
- France : 13 octobre 2014
- Belgique :
- Suisse :

### Épisode 4:Jacques et son double
- France : 20 octobre 2014
- Belgique :
- Suisse :

## Audimat
| Épisode | Diffusion         | Téléspectateurs | Parts de marché (sur les 4 ans et plus) | Classement des audiences de la soirée | Référence |
| ------- | ----------------- | --------------- | --------------------------------------- | ------------------------------------- | --------- |
| 1       | 30 septembre 2014 | 5 720 000       | 24,0 %                                  | 1er                                   | [ 1 ]     |
| 2       | 6 octobre 2014    | 6 101 000       | 25,2 %                                  | 1er                                   | [ 2 ]     |
| 3       | 13 octobre 2014   | 5 803 000       | 23,8 %                                  | 1er                                   | [ 3 ]     |
| 4       | 20 octobre 2014   | 6 198 000       | 25,1 %                                  | 1er                                   | [ 4 ]     |

Sur fond vert : plus hauts chiffres d'audiences
Sur fond rouge : plus bas chiffres d'audiences